# Permanent Vacation
| 전문가 평가                   | 전문가 평가   |
| 평가 점수                     | 평가 점수     |
| 출처                          | 점수          |
| ----------------------------- | ------------- |
| AllMusic                      | [ 2 ]         |
| Robert Christgau              | C+            |
| Rolling Stone                 | (unfavorable) |
| The Rolling Stone Album Guide | [ 5 ]         |
| Metal Forces                  | (9.9/10)      |
| The Daily Vault               | B+            |

《Permanent Vacation》은 게펀 레코드가 1987년 8월에 발매한 미국의 하드 록 밴드 에어로스미스의 아홉 번째 스튜디오 음반이다.
그 음반은 그 밴드의 경력에서 전환점을 맞았다. 그들이 작곡한 곡만을 다루는 것이 아니라 밴드 밖에서 작곡가를 고용한 것은 이번이 처음이었다. 이 음반은 중역 존 칼로드너의 제안으로 나온 것이다. 그는 또한 프로듀서인 브루스 페어번과 함께 일하도록 강요했는데, 그는 두 장의 음반을 위해 그들과 함께 남아 있었다. MTV의 헤비 뮤직 비디오 에어플레이로 홍보된 최초의 에어로스미스 음반이기도 했다. 《Done with Mirrors》는 에어로스미스의 컴백을 기념하기 위한 것이었지만, 《Permanent Vacation》은 그들의 재결합 이후 이 밴드의 첫 번째 진정한 인기 음반이었기 때문에 종종 그들의 진정한 컴백으로 여겨진다. 〈Rag Doll〉, 〈Dude (Looks Like a Lady)〉 그리고 〈Angel〉은 주요 히트곡(톱 20에 수록된 3개 모두)이 되었고 《Permanent Vacation》이 10년 만에 밴드의 가장 큰 성공이 되도록 도왔다.
이 음반에는 비틀즈의 〈I'm Down〉이 수록되어 있는데, 이 음반은 원래 1965년 그들의 싱글 〈Help!〉의 B-사이드로 등장하였다. 이것은 〈Come Together〉에 이어 두 번째로 상업적으로 발매된 비틀즈의 커버였다.
《Permanent Vacation》은 미국에서 500만장 이상이 팔렸다.
영국에서는 1989년 7월과 1990년 3월에 각각 달성한 영국 축음기 협회의 실버(판매량 6만장)와 골드(판매량 10만장) 인증을 모두 획득한 최초의 에어로스미스 음반이다.

## 곡 목록
| #  | 제목                         | 작사·작곡                               | 재생 시간 |
| -- | ---------------------------- | --------------------------------------- | --------- |
| 1. | 〈Heart's Done Time〉        | 스티븐 타일러, 조 페리, 데스몬드 차일드 | 4:42      |
| 2. | 〈Magic Touch〉              | 타일러, 페리, 짐 발란스                 | 4:37      |
| 3. | 〈Rag Doll〉                 | 타일러, 페리, 발란스, 홀리 나이트       | 4:25      |
| 4. | 〈Simoriah〉                 | 타일러, 페리, 발란스                    | 3:22      |
| 5. | 〈Dude (Looks Like a Lady)〉 | 타일러, 페리, 차일드                    | 4:25      |
| 6. | 〈St. John〉                 | 타일러                                  | 4:10      |

| #  | 제목                        | 작사·작곡                                      | 재생 시간 |
| -- | --------------------------- | ---------------------------------------------- | --------- |
| 1. | 〈Hangman Jury〉            | 타일러, 페리, 발란스                           | 5:33      |
| 2. | 〈Girl Keeps Coming Apart〉 | 타일러, 페리                                   | 4:13      |
| 3. | 〈Angel〉                   | 타일러, 차일드                                 | 5:08      |
| 4. | 〈Permanent Vacation〉      | 타일러, 브래드 휫퍼드                          | 4:49      |
| 5. | 〈I'm Down (비틀즈 커버)〉  | 존 레논, 폴 매카트니                           | 2:20      |
| 6. | 〈The Movie〉               | 타일러, 페리, 휫퍼드, 톰 해밀턴, 조이 크레이머 | 4:00      |

## 인증
| 국가                       | 인증        | 판매량/출하량 |
| -------------------------- | ----------- | ------------- |
| 캐나다 (뮤직 캐나다)       | 5× 플래티넘 | 500,000^      |
| 일본 (RIAJ)                | 골드        | 100,000^      |
| 영국 (BPI)                 | 골드        | 100,000^      |
| 미국 (RIAA)                | 5× 플래티넘 | 5,000,000^    |
| ^출하량을 기반으로 한 인증 |             |               |